# Cissus narinensis
Cissus narinensis är en vinväxtart som beskrevs av Lombardi. Cissus narinensis ingår i släktet Cissus och familjen vinväxter. Inga underarter finns listade i Catalogue of Life.